# Victoire de Donnissan de La Rochejaquelein
 (avril 2019).
Si vous disposez d'ouvrages ou d'articles de référence ou si vous connaissez des sites web de qualité traitant du thème abordé ici, merci de compléter l'article en donnant les références utiles à sa vérifiabilité et en les liant à la section « Notes et références ».
Marie-Louise-Victoire de Donnissan, marquise de Lescure puis de La Rochejaquelein, née à Versailles le 25 octobre 1772, et décédée le 15 février 1857 à Orléans, est connue pour ses infortunes et la part qu'elle prend aux guerres de la Vendée.

## Biographie

### Origine
Issue d'une famille influente à la cour de Versailles, elle est la fille unique de Guy Joseph de Donnissan, maréchal de camp, grand sénéchal de Guyenne, et de Marie-Françoise de Durfort de Civrac (1747-1839) ; elle appartient ainsi aux familles les plus distinguées (sa marraine sera Madame Victoire et son parrain le comte de Provence, le futur Louis XVIII). Élevée avec le plus grand soin, elle n'a que 17 ans lorsque éclatèrent les premiers orages de la Révolution française.

### Marquise de Lescure
À la fin de 1789, elle vient avec son père et sa mère s'établir au château de Citran, dans le Médoc ; c'est là qu'en 1791 elle épouse son cousin, Louis de Salgues de Lescure, jeune officier désargenté, dont le nom acquiert une grande illustration. C'est à la fois un mariage d'inclination et de convenance. La situation politique de la France devenant de plus en plus critique, Lescure prend la résolution d'émigrer, et, dans ce but, se rend avec sa femme à Paris dans l'été de 1792. Le moment est terrible : il assiste à la journée du 20 juin et à celle du 10 août ; et dans cette dernière, lui et sa femme enceinte de sept mois, forcés de chercher un asile, courent de grands dangers. 
Renonçant au projet de quitter la France, Lescure pense que le parti le plus sage est de se retirer dans ses propriétés près de Bressuire, dans les Deux-Sèvres, au château de Clisson à Boismé. M. et Mme de Donnissan y accompagnent leur fille. Ce n'est pas sans de graves difficultés qu'ils parviennent à quitter Paris le 25 août, quelques jours avant les Massacres de Septembre, et à accomplir un long voyage au milieu de populations livrées à l'agitation la plus vive.

### L'insurrection vendéenne
Début 1793, le torrent révolutionnaire monte toujours. Louis XVI périt sur l'échafaud. Des persécutions sont dirigées contre les prêtres réfractaires ; le recrutement de 300 000 hommes est l'étincelle qui met le feu aux poudres : le Bocage se soulève. Toute la Vendée prend les armes et bientôt Lescure, suivi de son cousin Henri de La Rochejaquelein, qui est le premier à se mettre à la tête des paysans, Charles de Bonchamps, François Athanase Charette de La Contrie, Maurice d'Elbée, Jean-Nicolas Stofflet, Jacques Cathelineau se montrent à l'envi sur les champs de bataille, et la lutte acquiert des proportions gigantesques. Tant qu'elle est favorable aux Vendéens, Madame de Lescure reste éloignée de son mari, et retirée au château de la Boulaye.
Elle rejoint son époux, qui a le bras fracassé lors de la bataille de Saumur ; elle l'accompagne dans ses courses périlleuses. Le château de Clisson est brûlé ; des flots de soldats républicains inondent la Vendée ; le combat de Torfou est funeste aux Mayençais, que commande Jean-Baptiste Kléber. Bien des combats ont lieu avec des succès partagés, lorsque le 17 octobre 1793, à la deuxième bataille de Cholet, Lescure reçoit une blessure des plus graves. Les Vendéens, écrasés sous le nombre, décident de chercher un refuge de l'autre côté de la Loire, résolution funeste, puisqu'en s'éloignant de leurs foyers, en s'aventurant dans un pays qui leur est hostile, en s'embarrassant d'une multitude de femmes et de fuyards, de non-combattants qui gênent leurs mouvements, ils ne peuvent échapper à de grands désastres. C'est la virée de Galerne.
Madame de Lescure suit cette expédition avec sa petite fille âgée d'un an, marchant à pied à côté du brancard sur lequel son mari est transporté ; elle est enceinte, et ce n'est que par une sorte de miracle qu'elle survit à de si vives secousses. Le 4 novembre, le blessé expire. Sa veuve, abîmée de douleur, est entraînée dans la marche de l'armée vendéenne qui, après avoir vainement attaqué Granville, revient vers la Loire, s'efforçant sans succès de s'emparer d'Angers, livre dans les rues du Mans une bataille acharnée, et finit par voir ses débris succomber à Savenay en décembre 1793.

### La mort de Lescure
Pendant les six semaines qui s'écoulent depuis la mort de Lescure jusqu'à la dispersion de l'armée vendéenne, sa femme a à endurer le froid, la faim, la fatigue, la misère, les alarmes les plus cruelles ; dévorée par la fièvre, portant un costume de paysanne, pendant plusieurs jours elle n'a pour nourriture que quelques oignons qu'elle arrache dans les champs ; accablée de lassitude, elle prend parfois de courts moments de sommeil sur la paille, au bruit du canon dont les boulets tombent près d'elle. Aux derniers instants de la déroute, elle est obligée de se séparer de sa fille, qu'elle confie à une famille de paysans près d'Ancenis. À Savenay, elle s'éloigne de son père, qui peu de jours après, est pris et fusillé ; et, déguisée ainsi que sa mère sous le costume de paysannes bretonnes, elle cherche un refuge dans une ferme écartée dans la région de Prinquiau.

Accueillie avec hospitalité, elle passe l'hiver de 1793 à 1794 avec des cultivateurs que leur pauvreté met à l'abri des poursuites révolutionnaires et qui sont habitués à une vie de fatigues et de privations. Son aspect et celui de Madame de Donnissan sont si misérables, que ces femmes, qui ont si souvent fait l'aumône, sont plusieurs fois exposées à la recevoir. Souvent obligées de prendre la fuite, de se sauver dans les bois afin d'échapper aux perquisitions des bleus, leur vie n'est qu'un tissu d'inquiétudes incessantes, d'alertes, de périls, de terreurs de tous les moments. C'est au milieu de ces terribles épreuves que Madame de Lescure accouche de deux petites filles ; elle passe ensuite un mois dans une chaumière inhabitée depuis plusieurs années, et dont elle a soin de tenir la porte et les fenêtres fermées afin de ne pas attirer l'attention. Elle apprend dans cette misérable demeure la mort d'une des deux jumelles, et, tout en pleurant, elle ne peut s'empêcher de dire : 

« Elle est plus heureuse que moi ! »

Après bien des périls, après qu'elle a erré d'asile en asile, le 9 thermidor, en faisant tomber le régime de la Terreur, vient rendre quelque sécurité aux proscrits ; mais il faut du temps pour que la réaction pénètre dans des provinces écartées. Une amnistie est enfin proclamée, et Madame de Lescure se rend à Nantes, où elle retrouve des personnes qui ont éprouvé des malheurs aussi grands que les siens. Elle part ensuite pour aller habiter le château de Citran dans le Médoc ; là se termine la partie active et pour ainsi dire militante de sa vie. Elle arrive dans sa nouvelle demeure au mois de février et presque aussitôt elle a une autre mort à pleurer, celle de la petite fille qui lui restait.

### L'exil
Après le 18 fructidor, il y a une recrudescence de persécution contre les royalistes ; madame de Lescure, qui avait été inscrite sur la liste des émigrés, quoiqu'elle ne fût pas sortie de France, doit s'éloigner, et elle passe quelque temps en Espagne ; elle peut revenir après le 18 brumaire, et elle rentre en possession de ceux de ses biens qui n'ont pas été vendus, ainsi que de la fortune de son mari.

### Madame de La Rochejaquelein
Au mois de mars 1802, cédant aux instances de sa mère, elle épouse son cousin Louis du Vergier de La Rochejaquelein, frère de Henri, le plus célèbre des généraux vendéens. Sa vie s'écoule alors paisiblement, soit à Citran, soit à Clisson, dans le Poitou. En 1808, elle a déjà cinq enfants. Son mari se refuse à accepter toute fonction pendant l'Empire, et, dans les premiers mois de 1814, il travaille à provoquer un soulèvement dans la Vendée ; il contribue puissamment au mouvement qui fait, le 12 mars, proclamer à Bordeaux le retour des Bourbons.

### La Restauration

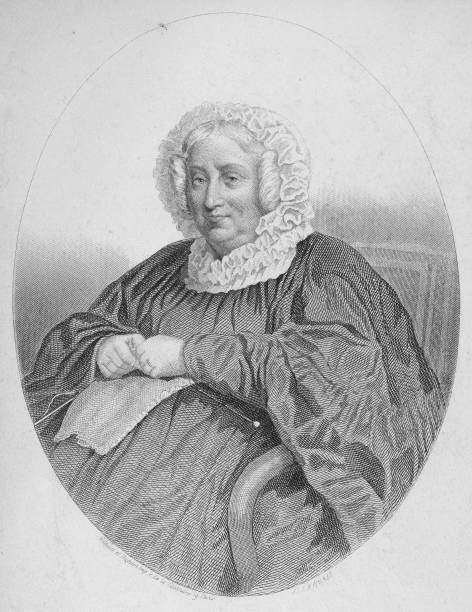
Victoire de Donnissan, marquise de La Rochejaquelein, gravure de Gervais, vers 1850-1860.

La Première Restauration est pour cette famille si éprouvée une période heureuse. Créé maréchal de camp et commandant les grenadiers à cheval de la maison du roi, Louis était en possession de toute la faveur royale lorsque survinrent les Cent-Jours. Il croit devoir à son nom et aux antécédents de sa race de recommencer une lutte infructueuse ; le 4 juin, à la ferme « les Mattes » entre Le Perrier et Saint-Hilaire-de-Riez, il tombe frappé d'une balle au moment où il examine la position d'une colonne de troupes impériales.
Sa femme, cherchant de nouveau une retraite en Espagne, se rend à Saint-Sébastien avec sa jeune famille ; c'est là qu'elle apprend la nouvelle de la mort de son second époux, mort qui rappelle si tristement la fin du premier. La Seconde Restauration fait de son fils aîné un pair de France ; elle a alors quelques années de repos qu'elle emploie à soulager les misères qui se sont, durant des luttes sanglantes, appesanties sur la Vendée ; mais la révolution de 1830 doit apporter de nouvelles blessures dans ce cœur si souvent frappé.
Le fils aîné de la marquise, après avoir pris une part active à l'insurrection légitimiste animée par la duchesse de Berry en 1832, se rend au Portugal et est tué le 5 septembre 1833 en combattant avec les partisans du roi Michel Ier. Fille, femme, sœur, mère, madame de la Rochejaquelein a vu tomber autour d'elle tous ceux qu'elle a aimés.
En 1832, s'éloignant d'une contrée qui lui rappelle de si tristes souvenirs, elle vient s'établir à Orléans, ville où l'appelle le voisinage de deux de ses filles mariées, qui habitent les environs. De nombreux prévenus royalistes qui ont pris part au soulèvement de la Vendée ayant été envoyés à Orléans pour y être jugés, elle se multiplie pour leur rendre service, pour les assister, et elle a la satisfaction de les voir presque tous acquittés. 
Devenue aveugle, elle expire le 15 février 1857.

## Titulature
- 25 octobre 1772 : Mademoiselle Victoire de Donnissan de Citran[2].
- 1791 : Madame Louis-Marie de Salgue, marquise de Lescure[3].
- 4 novembre 1793 : Madame Louis-Marie de Salgue, marquise douairière de Lescure[4].
- Mars 1802 : Madame Louis du Vergier, marquise douairière de Lescure, comtesse de La Rochejaquelein[5].
- 6 septembre 1802 : Madame Louis du Vergier, marquise douairière de Lescure, marquise de La Rochejaquelein[6].
- 3 juin 1815 : Madame Louis du Vergier, marquise douairière de Lescure et de La Rochejaquelein[7].

## Œuvres

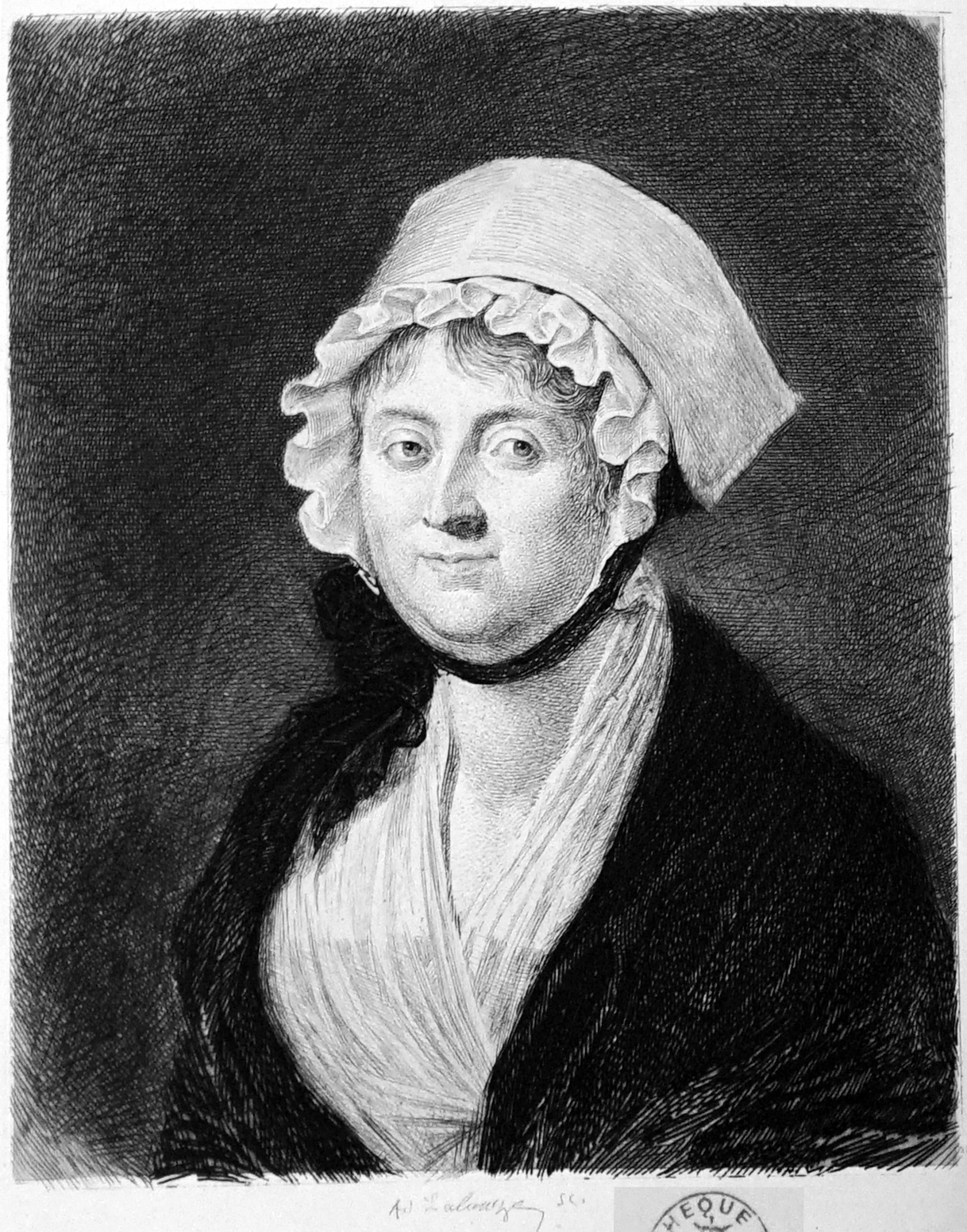
Son portrait dans l'édition de 1889.

Mariée en premières noces avec le général de Lescure, le Saint du Poitou, Madame de La Rochejaquelein côtoie tous les héros de la Grande Guerre. Ses Mémoires de Madame de La Rochejaquelein, commencés en Espagne et achevés durant les premières années de son second mariage, évoquent les grandes heures de l'épopée vendéenne. Communiqués en manuscrits à Prosper de Barante, alors sous-préfet à Bressuire, ils circulent dans quelques sociétés d'élite avant d'être livrés à l'impression, et ils produisent une sensation profonde. Ils sont imprimés en 1814, après la chute définitive de Napoléon Ier. Traduits en plusieurs langues, ils sont souvent réimprimés. Une neuvième édition, mise au jour à Paris en 1862, est précédée d'une oraison funèbre prononcée par monseigneur Louis-Édouard Pie, évêque de Poitiers le 28 février 1857, dans l'église de Saint-Aubin de Baubigné. On trouve dans ces récits touchants de grands désastres et des misères infinies, des tableaux saisissants. La franchise de la narration et la simplicité du style donnent un tonnalité particulière à ces souvenirs qui ne sont pas une œuvre littéraire, mais qui constituent un témoignage remarquable des guerres de Vendée. L'édition Bourloton de 1889, dite édition du Centenaire, est considérée par les historiens comme la meilleure.

## Hommage
Elle est le personnage principal et le fil conducteur du spectacle Beauchêne : Un mystérieux héritage à l'abbaye Notre-Dame de Beauchêne (Cerizay, Deux-Sèvres).